# Alice Carpanese
Alice Carpanese (ur. 19 listopada 1987 w  Padwie) – włoska pływaczka, specjalizująca się głównie w stylu dowolnym.
Brązowa medalistka mistrzostw Europy z Eindhoven w sztafecie 4 x 200 m stylem dowolnym.
Uczestniczka Igrzysk Olimpijskich z Pekinu (4. miejsce  w sztafecie 4 x 200 m stylem dowolnym).